# Atlético Saguntino
L' Atlético Saguntino è una squadra di calcio della città di Sagunto nella comunità autonoma di Valencia in Spagna. Fu fondato nel 1922, e seguì una rifondazione nel 1951. Attualmente milita nella Segunda División RFEF.

## Palmarès

### Competizioni nazionali
- Tercera División: 1

2015-2016
- Copa Federación de España: 1

2016-2017

### Altri piazzamenti
- Tercera División:

Terzo posto: 1962-1963
- Copa Federación de España:

Semifinalista: 2017-2018